# Lista de prêmios e indicações recebidos por Maite Perroni
Listam-se abaixo todos os prêmios e indicações recebidos por Maite Perroni, atriz, cantora e compositora mexicana.

## TV Adicto Golden Awards
TV Adicto Golden Awards é uma cerimônia anual de premiação do crítico de TV mexicano Alvaro Cueva onde são premiados os melhores da televisão mexicana no ano. Maite tem quatro prêmios de quantro indicações.
| Ano  | Categoria                       | Trabalho             | Resultado |
| ---- | ------------------------------- | -------------------- | --------- |
| 2008 | Revelação Feminina              | Cuidado Con El Ángel | Venceu    |
| 2008 | Melhor Casal (com William Levy) | Cuidado Con El Ángel | Venceu    |
| 2009 | Melhor Protagonista Feminina    | Mi Pecado            | Venceu    |
| 2015 | Melhor Protagonista Feminina    | La Gata              | Venceu    |

## AltaMed Power Up Gala
Power Up Gala é uma cerimônia estadunidense que reconhece as contribuições filantrópicas de vários homenageados e mulheres ilustres. Maite foi reconhecida com o prêmio "Alta Inspiration".
| Ano  | Categoria        | Trabalho      | Resultado |
| ---- | ---------------- | ------------- | --------- |
| 2016 | Alta Inspiration | Maite Perroni | Venceu    |

## Prêmio TVyNovelas
O Prêmio TVyNovelas é uma premiação anual organizada pelos mexicanos da revista "TVyNovelas" para premiar o melhor dos da televisão mexicana, em particular novelas. Maite venceu três das seis indicações e mais três  prêmios especiais.
| Ano  | Categoria            | Trabalho                               | Resultado |
| ---- | -------------------- | -------------------------------------- | --------- |
| 2009 | Melhor Atriz Juvenil | Cuidado Con El Ángel                   | Venceu    |
| 2010 | Melhor Atriz Juvenil | Mi Pecado                              | Indicado  |
| 2012 | Melhor Atriz         | Triunfo del Amor                       | Indicado  |
| 2012 | Melhor Tema Musical  | "A Partir de Hoy" - (Triunfo del Amor) | Indicado  |
| 2015 | Melhor Atriz         | La Gata                                | Indicado  |
| 2016 | Melhor Atriz         | Antes Muerta que Lichita               | Venceu    |
| 2018 | Melhor Atriz         | Papá a toda madre                      | Venceu    |

- Prêmio especial melhor casal com William Levy (2009).
- Prêmio especial ao artista mais popular das redes sociais (2012).

### TVyNovelas Awards: Favorites Of Audience
TVyNovelas Awards: Favorites Of Audience, Fez parte em 2013 do prêmio anual da revista "TVyNovelas", no qual o público teve um papel crucial na avaliação dos melhores da televisão mexicana. Maite ganhou três indicações.
| Ano  | Categoria                                  | Trabalho         | Resultado |
| ---- | ------------------------------------------ | ---------------- | --------- |
| 2013 | Atriz Mais Bonita                          | Cachito de cielo | Indicado  |
| 2013 | Casal de TV Favorito (Com Pedro Fernandez) | Cachito de cielo | Indicado  |
| 2013 | Beijo Favorito (Com Pedro Fernandez)       | Cachito de cielo | Indicado  |

### Queen and King Of Telenovela's
A escolha do rei e da rainha das telenovelas, cerimônia anual de premiação da televisão norte-americana em língua espanhola Univision, é uma concessão de radiodifusão com TVyNovelas Awards. Maite ganhou um prêmio de três indicações.
| Ano  | Categoria              | Trabalho             | Resultado |
| ---- | ---------------------- | -------------------- | --------- |
| 2009 | Rainha das Telenovelas | Cuidado Con El Ángel | Venceu    |
| 2010 | Rainha das Telenovelas | Mi Pecado            | Indicado  |
| 2012 | Rainha das Telenovelas | Triunfo del Amor     | Indicado  |

## Kids Choice AwardsMéxico
| Ano  | Categoria                 | Trabalho                    | Resultado |
| ---- | ------------------------- | --------------------------- | --------- |
| 2013 | Ator de Dublagem Favorito | El Origen de Los Guardianes | Indicado  |
| 2013 | Atriz Favorita            | Cachito de cielo            | Indicado  |
| 2014 | Atriz Favorita            | La Gata                     | Indicado  |

## Prêmio Jovem Brasileiro
| Ano  | Categoria | Trabalho | Resultado |
| ---- | --------- | -------- | --------- |
| 2018 | Me Gusta  | "Loca"   | Indicado  |

## Prêmios Juventud
Premios Juventud é uma premiação anual organizada pela televisão americana em língua espanhola Univision com o objetivo de premiar os melhores artistas hispânicos provenientes nas categorias de telenovela, cinema, música e moda. Maite ganhou dois prêmios de seis indicações e têm mais três indicações pendentes.
| Ano  | Categoria                      | Trabalho                          | Resultado |
| ---- | ------------------------------ | --------------------------------- | --------- |
| 2008 | Chica Que Me Quita el Sueño    | Maite Perroni                     | Indicado  |
| 2009 | Quiero Vestir Como Ella        | Maite Perroni                     | Indicado  |
| 2009 | Chica Que Me Quita el Sueño    | Cuidado Con El Ángel              | Venceu    |
| 2010 | Chica Que Me Quita el Sueño    | Mi Pecado                         | Indicado  |
| 2011 | Chica Que Me Quita el Sueño    | Triunfo del Amor                  | Venceu    |
| 2014 | Chica Que Me Quita el Sueño    | Cachito de Cielo                  | Indicado  |
| 2015 | Mi Protagonista Favorita       | La Gata                           | Indicado  |
| 2015 | Mejor Tema Novelero            | "Vas a querer volver" - (La Gata) | Indicado  |
| 2015 | Mi Ringtone Favorito           | "Vas a querer volver"             | Indicado  |
| 2015 | Canción Corta-Venas            | "Vas a querer volver"             | Indicado  |
| 2016 | Mi Protagonista Favorita       | Antes muerta que lichita          | Venceu    |
| 2016 | Actriz que se Roba la Pantalla | El arribo de Conrado Sierra       | Indicado  |
| 2016 | Mi Fan Army Favorito           | Perronitos                        | Indicado  |
| 2022 | Me Enamoran                    | Oscuro Deseo                      | Indicado  |

## Prêmios People en Español
People en Espanol Awards é o prêmio de progresso anual da revista americana em espanhol "People en Español" para os melhores do mundo da música, cinema, moda e telenovela. Maite ganhou dois prêmios de dezesseis nomeações.
| Ano  | Categoria                         | Trabalho                          | Resultado |
| ---- | --------------------------------- | --------------------------------- | --------- |
| 2009 | Melhor Casal (com William Levy)   | Cuidado Con El Ángel              | Indicado  |
| 2009 | Melhor Atriz                      | Cuidado Con El Ángel              | Indicado  |
| 2010 | Melhor Casal (com Eugenio Siller) | Mi Pecado                         | Indicado  |
| 2010 | Melhor Ator/Atriz Juvenil         | Mi Pecado                         | Indicado  |
| 2010 | Melhor Atriz                      | Mi Pecado                         | Indicado  |
| 2010 | Melhor Casal (com William Levy)   | Triunfo del Amor                  | Venceu    |
| 2010 | Melhor Atriz                      | Triunfo del Amor                  | Indicado  |
| 2012 | Rainha do Twitter                 | Maite Perroni                     | Venceu    |
| 2013 | Álbum do Ano                      | Eclipse de Luna                   | Indicado  |
| 2013 | Canção do Ano                     | "Tú y Yo"                         | Indicado  |
| 2013 | Vídeo do Ano                      | "Tú y Yo"                         | Indicado  |
| 2013 | O debut do Ano                    | Maite Perroni                     | Indicado  |
| 2013 | A mais bonita do Instagram        | Maite Perroni                     | Indicado  |
| 2014 | Melhor Casal (com Daniel Arenas)  | La Gata                           | Indicado  |
| 2014 | Melhor Atriz                      | La Gata                           | Indicado  |
| 2014 | Melhor Tema Musical               | "Vas a querer volver" - (La Gata) | Indicado  |

## Premio Radio Tiempo
| Ano  | Categoria                 | Trabalho                           | Resultado |
| ---- | ------------------------- | ---------------------------------- | --------- |
| 2011 | Mejor Dúo o Grupo del Año | A Partir de Hoy com Marco Di Mauro | Venceu    |

## OYE! Awards
Premiação de música mexicana para o melhor da música. Maite tem uma nomeação.
| Ano  | Categoria           | Trabalho        | Resultado |
| ---- | ------------------- | --------------- | --------- |
| 2011 | Melhor Faixa-Título | A Partir de Hoy | Indicado  |

## PrêmioMinha NovelaMelhores do Ano
Todos os anos, a revista brasileira Minha Novela promove a eleição, por meio do voto popular, dos melhores atores e novelas nacionais e internacionais exibidos no país durante os últimos doze meses. Maite possui dois prêmio de "Astro Latino", um ganho na décima edição da premiação por seu papel na telenovela Mi Pecado e o outro ganho em 2020 por seu papel na telenovela Triunfo del amor.
| Ano  | Categoria    | Trabalho        | Resultado |
| ---- | ------------ | --------------- | --------- |
| 2014 | Astro Latino | Meu Pecado      | Venceu    |
| 2020 | Astro Latino | Triunfo do Amor | Venceu    |

## Prêmios Califa de Oro
| Ano  | Categoria                 | Trabalho         | Resultado |
| ---- | ------------------------- | ---------------- | --------- |
| 2011 | Melhor Atriz Protagonista | Triunfo del Amor | Venceu    |

## Galardón a los Grandes Awards
A cerimônia de premiação criado por Raul Velasco concedido aos mexicanos show Siempre en Domingo. Maite ganhou um prêmio.
| Ano  | Categoria    | Trabalho             | Resultado |
| ---- | ------------ | -------------------- | --------- |
| 2009 | Melhor Atriz | Cuidado Con El Ángel | Venceu    |

## Prêmios Novela de Oro
Novela de Oro é uma cerimônia anual de premiação emissões mexicanas Se Vale para a melhor telenovela. Maite ganhou sete prêmios de dez indicações.
| Ano  | Categoria                          | Trabalho             | Resultado |
| ---- | ---------------------------------- | -------------------- | --------- |
| 2008 | Melhor Casal (com William Levy)    | Cuidado Con El Ángel | Venceu    |
| 2008 | Atriz Favorita                     | Cuidado Con El Ángel | Venceu    |
| 2009 | Atriz Favorita                     | Mi Pecado            | Venceu    |
| 2009 | Melhor Casal (com Eugenio Siller)  | Triunfo del Amor     | Venceu    |
| 2010 | Melhor Casal (com William Levy)    | Triunfo del Amor     | Indicado  |
| 2010 | Cantor Favorito do Publico         | Maite Perroni        | Venceu    |
| 2010 | Tema Favorito                      | Maite Perroni        | Venceu    |
| 2010 | Atriz Favorita                     | Triunfo del Amor     | Indicado  |
| 2012 | Atriz Favorita                     | Cachito de Cielo     | Venceu    |
| 2012 | Melhor Casal (com Pedro Fernandez) | Cachito de Cielo     | Indicado  |

## Young Awards Mexico
| Ano  | Categoria                 | Trabalho      | Resultado |
| ---- | ------------------------- | ------------- | --------- |
| 2016 | Estrella Latina Preferida | Maite Perroni | Pendente  |

## Reconhecimentos
| Ano  | Nomeação |
| ---- | --- |
| 2007 | A revista Quién a nomeou com um de "10 rostros más bellos de la televisión "                                                  |
| 2009 | A revista People en Español a nomeou com um de "Los 50 más bellos"                                                            |
| 2010 | A revista People en Español a nomeou com um de "Los 50 más bellos"                                                            |
| 2011 | A revista People en Español a nomeou com um de "Los 50 más bellos".                                                           |
| 2011 | É considerada pela mídia mexicana como a representante da nova geração de talentos latinos.                                   |
| 2011 | É considerada pela mídia mexicana como a nova "Rainha das Telenovelas".                                                       |
| 2011 | A revista People en Español a nomeou com um das "25 mujeres más poderosas ".                                                  |
| 2012 | A revista People en Español a nomeou com um de "Los 50 más bellos".                                                           |
| 2012 | A revista TC Candler a nomeou com um de "The 100 most beautiful faces of 2012"                                                |
| 2013 | A revista People en Español a nomeou com um de "Los 50 más bellos"                                                            |
| 2013 | É considerada pela mídia mexicana como a "Rainha da Bachata".                                                                 |
| 2013 | A revista TC Candler a nomeou com um de "The 100 most beautiful faces of 2013"                                                |
| 2014 | A revista People en Español a nomeou com um de "Los 50 más bellos"                                                            |
| 2014 | A revista Estilo DF a nomeou como a "Personalidad con más estilo del año"                                                     |
| 2014 | A revista TC Candler a nomeou com um de "The 100 most beautiful faces of 2014"                                                |
| 2014 | A revista Febre Teen , por meio de uma votação na página oficial da revista a elegeu como a ''Artista Latino do ano de 2014'' |
| 2015 | A revista People en Español a nomeou como um de ''Los 50 más bellos''.                                                        |
| 2015 | A revista People en Español a nomeou como um de ''Los 50 latinos más influyentes de 2015''.                                   |
| 2015 | A revista norte-americana Variety a nomeou como um de "10 Latinos to Watch"                                                   |
| 2015 | A revista TC Candler a nomeou com um de ''The 100 most beautiful faces of 2015''                                              |
| 2016 | A revista TvyNovelas a reconheceu como "Mejor Actriz" por Antes Muerta que Lichita.                                           |
| 2016 | A revista People en Español a nomeou como um de ''Los 50 más bellos''.                                                        |